# Pocillopora clavaria
Espèce
Pocillopora clavaria est une espèce de coraux appartenant à la famille des Pocilloporidae.